# گل سبک

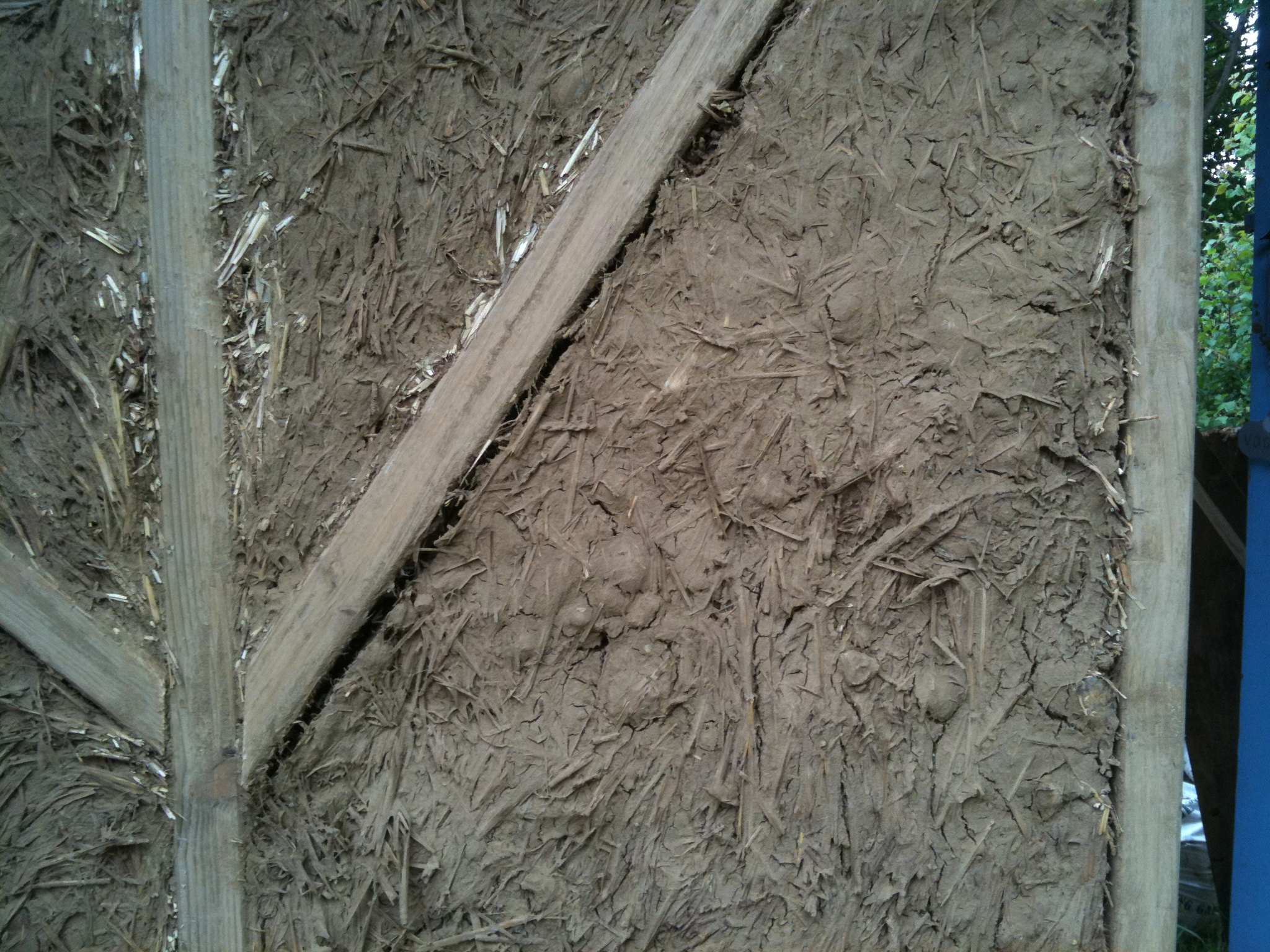
نمونه استفاده از گل سبک روی یک چهار چوب چوبی قبل از پرداخت

گل سبک (همچنین: کاهگل، گل و کاه، تکه‌های کاه) یک مصالح ساخت طبیعی است که برای پر کردن بین چهار چوب‌ها در یک سازه چوبی استفاده می‌شود و تشکیل شده از گل و کاه، تکه‌های چوب یا مواد سبک دیگر.

## تاریخچه
ترکیب گل و کاه حداقل از سده ۱۲ ام به عنوان ماده پر کننده در ساختمان‌های چوبی در آلمان و جاهای دیگر اروپا استفاده می‌شد علاقه دوباره به شیوه‌های سنتی ساخت از دهه ۱۹۸۰ شکل گرفت که پس از آن معماران و سازندگان طبیعت گرای مختلفی استفاده از گل سبک را شروع کردند.

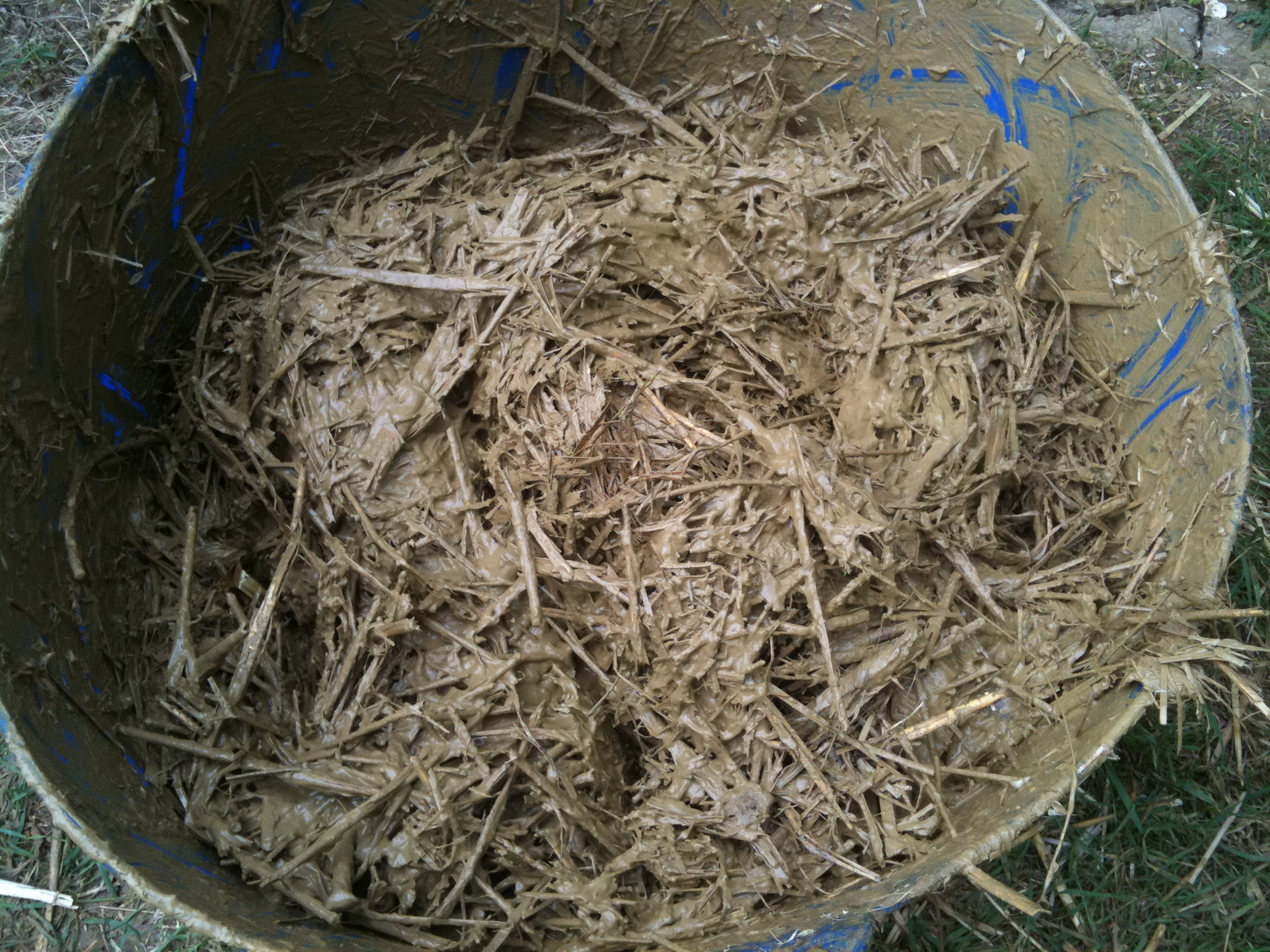
مخلوط گل سبک تشکیل شده از گل ، آب و کاه قبل از به کاربردن

## استفاده
خاک محلی، اغلب خاک زیرین، با آب ترکیب شده و به شل تبدیل می‌شود سپس با کاه یا تکه‌های چوب یا دیگر مصالح سبک ترکیب می‌شود. تکه‌های چوب اندازه مختلفی می‌تواند داشته باشد، از خاک اره تا تکه‌هایی به قطر 5سانتی 
متر. نسبت گل به سایر مواد می‌توانند تطبیق داده شود تا حجم گرمایی یا ویژگی‌های عایقی افزایش یابد. با استفاده از ترکه‌ها به مخلوط استحکام سازه‌ای بیشتر داده می‌شود. وقتی برای خارج ساختمان استفاده می‌شود می‌توان با پرداخت آهکی یا گلی محافظت شود.